# Christian Bohr
Christian Harald Lauritz Peder Emil Bohr, född den 14 mars 1855 i Köpenhamn, död där den 3 februari 1911, var en dansk fysiolog, far till Niels Bohr och Harald Bohr.
Bohr blev medicine doktor vid Köpenhamns universitet 1880 och lektor i fysiologi 1886 och professor 1890. Bohrs forskningar gällde främst blodet och andningens fysiologi med avhandlingar om hemoglobinets syrgas- och kolsyrebindande förmåga, över dessa gasers tryckförhållande i blodet samt över gasutbytet i lungorna. Hans forskning var på sin tid banbrytande. Han har givit namn åt Bohreffekten.

## Utmärkelser
- Riddare av Dannebrogorden,  1896[4]
- Dannebrogsmännens hederstecken,  1906[4]

[Redigera Wikidata]